# キルギスの在外公館の一覧

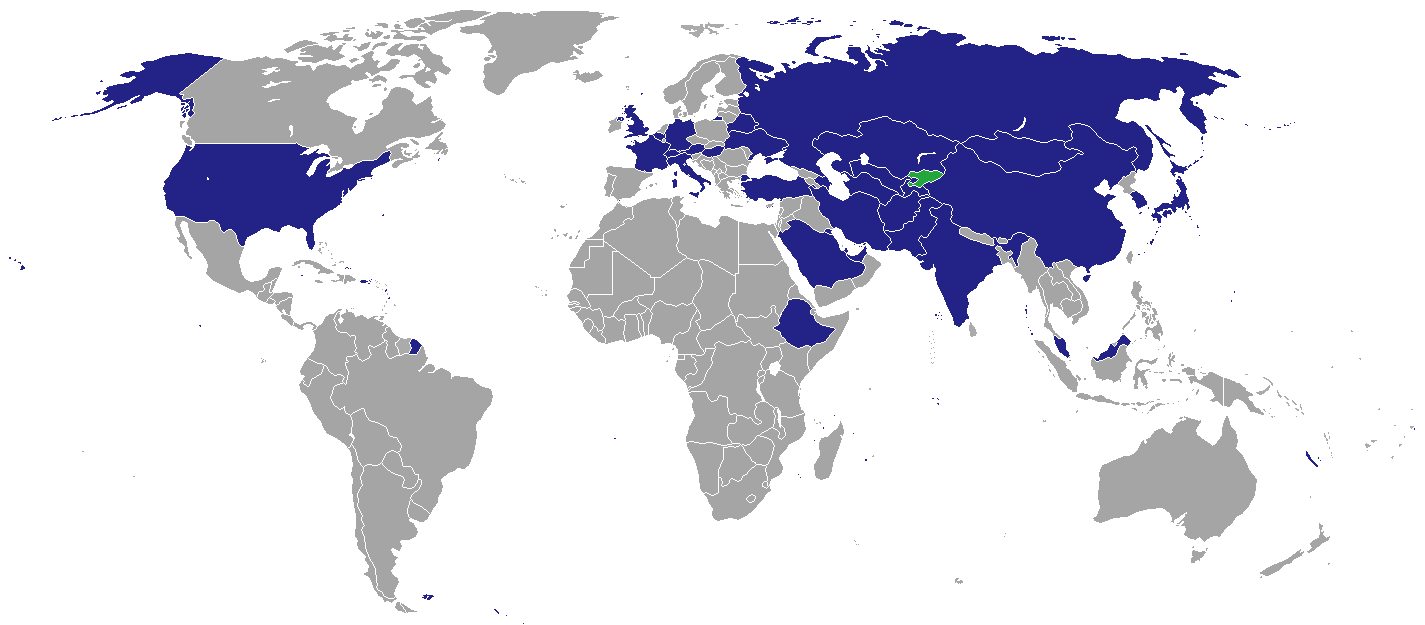
キルギスが在外公館を置く国

キルギスの在外公館の一覧は、キルギスが置く在外公館の一覧(名誉総領事を除く)。内陸国で国土を山に囲まれているキルギスはユーラシアの国々に在外公館をおいており、特に旧ソビエト連邦内の共和国とは二国間・多国間協定が結ばれている。

## ヨーロッパ

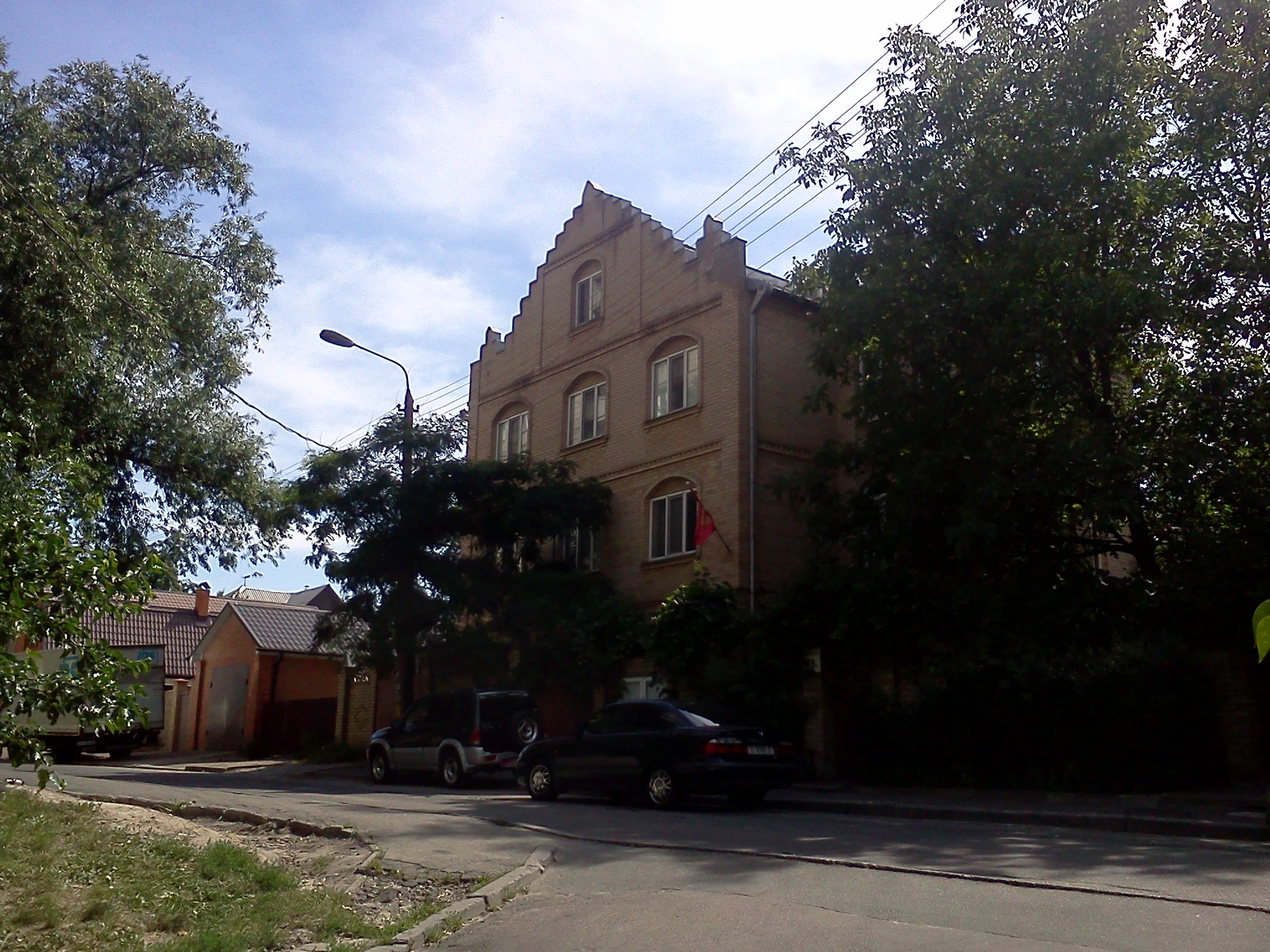
在ウクライナキルギス大使館

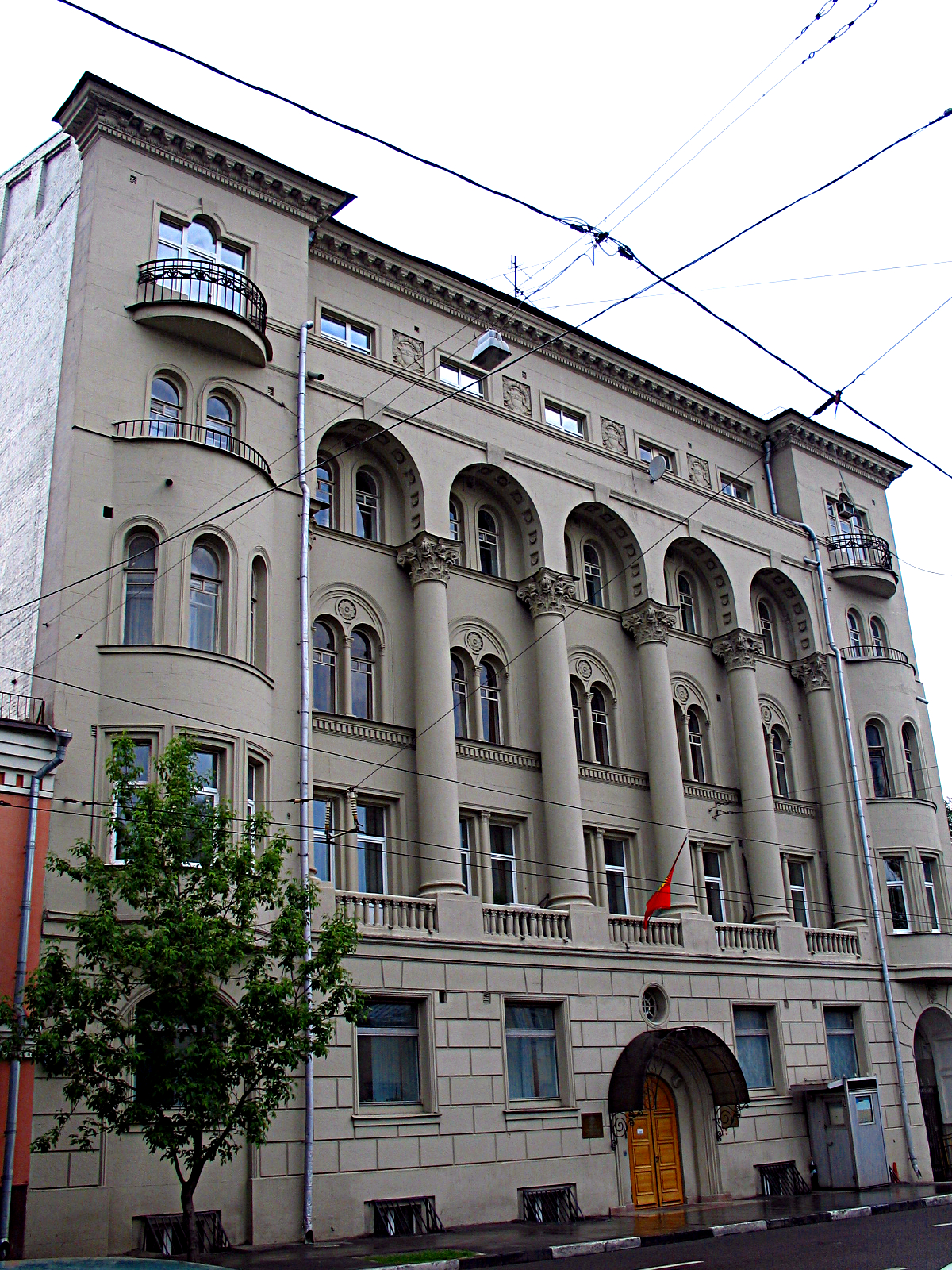
在ロシアキルギス大使館

- オーストリア
  - ウィーン (大使館)
- ベラルーシ
  - ミンスク (大使館)
- ベルギー
  - ブリュッセル (大使館)
- ドイツ
  - ベルリン (大使館)
  - フランクフルト (領事館)
- ロシア
  - モスクワ (大使館)
  - ノヴォシビルスク (副領事館)
  - エカテリンブルク (総領事館)
- スイス
  - ジュネーブ (大使館)
- ウクライナ
  - キエフ (大使館)
- イギリス
  - ロンドン (大使館)

## 北アメリカ

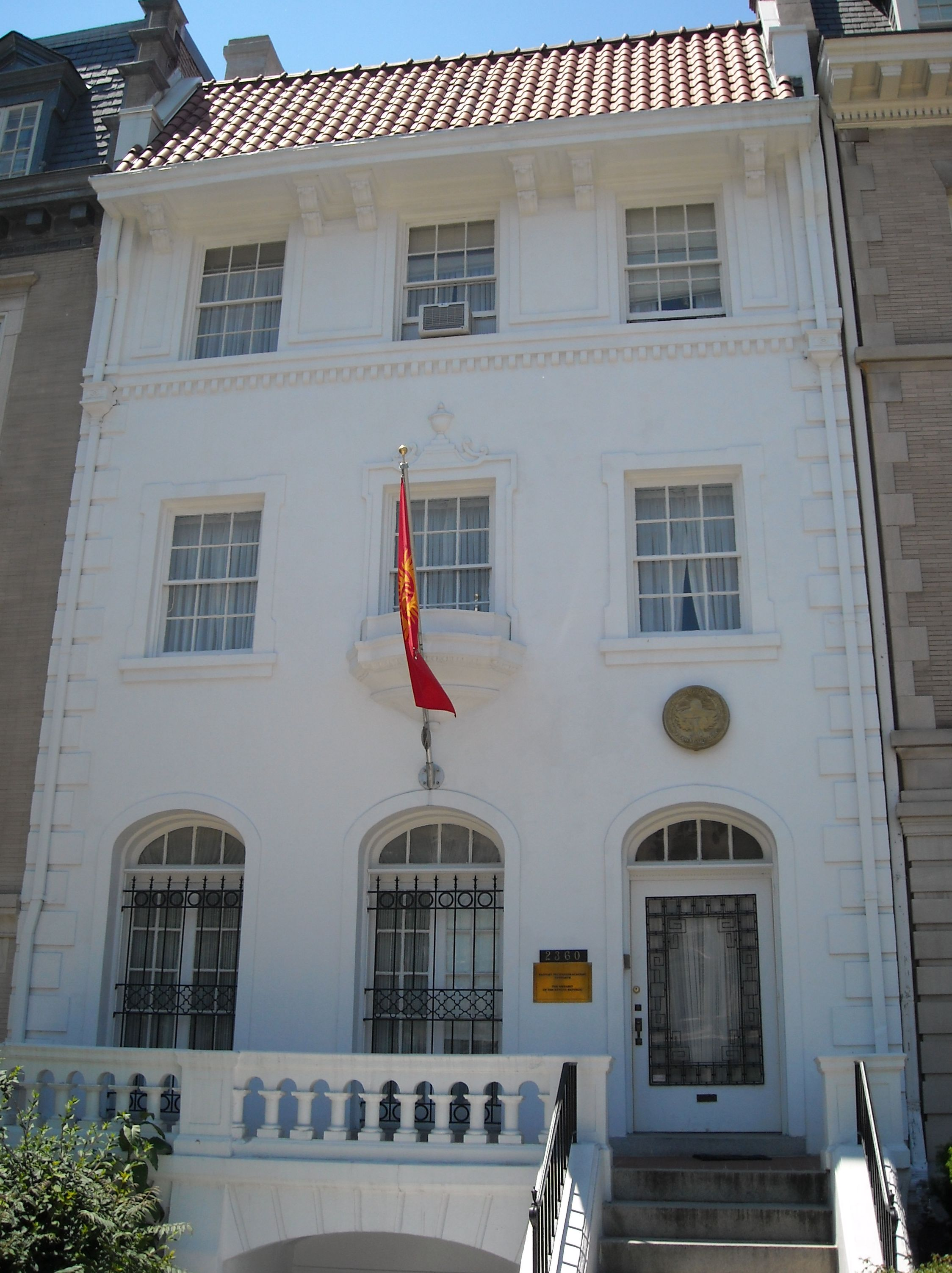
在アメリカ合衆国キルギス大使館

- アメリカ合衆国
  - ワシントンD.C. (大使館)
  - ニューヨーク (外交使節団)

## アジア
- アフガニスタン
  - カーブル (大使館)
- 中国
  - 北京 (大使館)
  - ウルムチ (査証事務所)
- インド
  - ニューデリー (大使館)
- イラン
  - テヘラン (大使館)
  - マシュハド (外交使節団)
- 日本
  - 東京 (大使館)
- カザフスタン
  - アスタナ (大使館)
  - アルマトイ (総領事館)
- 韓国
  - ソウル (大使館)
- マレーシア
  - クアラルンプール (大使館)
- パキスタン
  - イスラマバード (大使館)
  - カラチ (総領事館)
- サウジアラビア
  - リヤド (大使館)
- タジキスタン
  - ドゥシャンベ (大使館)
- トルコ
  - アンカラ (大使館)
  - イスタンブール (総領事館)
- トルクメニスタン
  - アシガバート (大使館)
- ウズベキスタン
  - タシュケント (大使館)
- アラブ首長国連邦
  - ドバイ (総領事館)

## 多国間組織
- - ブリュッセル (欧州連合代表団)
  - ジュネーブ (国際連合・国際機関代表団駐在事務局)
  - ニューヨーク (国際連合代表団駐在事務局)
  - ウィーン (欧州安全保障協力機構・その他国際機関の駐在員常駐事務所)